# Bouéni

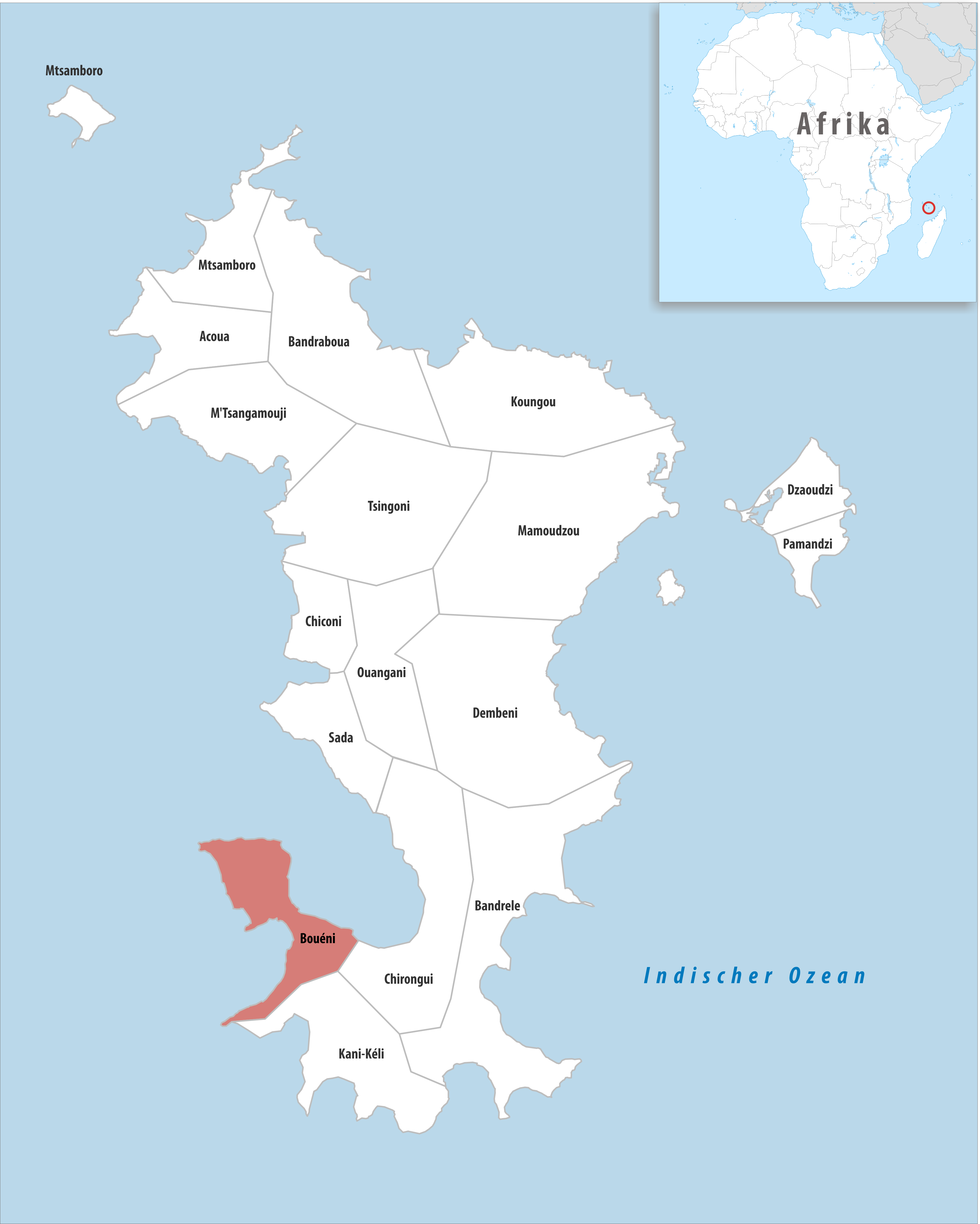
Kommunen Bouénis läge i Mayotte.

Bouéni är en kommun i det franska utomeuropeiska departementet Mayotte i Indiska oceanen. År 2017 hade Bouéni 6 189 invånare.

## Byar
Kommunen Bouéni delas i följande byar (folkmängd 2007 inom parentes):
- Bouéni (2 027)
- Moinatrindri (873)
- Hagnoundrou (789)
- Bambo Ouest (327)
- Mzouazia (1 108)
- Mbouanatsa (172)